# Carey Mulligan
Carey Hannah Mulligan (Londra, 28 maggio 1985) è un'attrice britannica, vincitrice di vari riconoscimenti, tra cui un Premio BAFTA e tre Drama Desk Awards, oltre a candidature per tre Premi Oscar, quattro Golden Globe, quattro Screen Actors Guild Awards, quattro Critics Choice Awards e un Tony Award. È stata nominata Commendatore dell'Ordine dell'Impero Britannico nel 2025 per i servizi al teatro.
Ha fatto il suo debutto cinematografico con il ruolo di Kitty Bennet nel film Orgoglio e pregiudizio (2005) e a Broadway nell'allestimento de Il gabbiano (2008) di Anton Čechov. Il ruolo di svolta è arrivato con il film An Education (2009), per il quale ha vinto il BAFTA alla migliore attrice protagonista e ha ricevuto la sua prima candidatura per l'Oscar alla miglior attrice.
La sua carriera è progredita con ruoli in Non lasciarmi (2010), Drive (2011), Shame (2011), A proposito di Davis (2013), Il grande Gatsby (2013), Via dalla pazza folla (2015), Suffragette (2015), Mudbound (2017), Wildlife (2018), e Anche io (2022). Per la sua interpretazione a Broadway di Skylight (2015), è stata nominata per il Tony Award alla miglior attrice protagonista in un'opera teatrale. Ha ricevuto ulteriori candidature all'Oscar come miglior attrice protagonista per la sua interpretazione di Cassandra Thomas in Una donna promettente (2020) e Felicia Montealegre nel film biografico Maestro (2023).

## Biografia
Mulligan è nata a Londra nel 1985, figlia di Stephen Mulligan, un albergatore inglese nativo di Liverpool e d'origini irlandesi, e di Nano Booth, una docente universitaria gallese originaria di Llandeilo. All'età di tre anni si trasferisce assieme alla sua famiglia in Germania, quando suo padre rilevò la gestione di un hotel. Assieme al fratello Owain, ha frequentato la scuola Internazionale di Düsseldorf. Tornò in Inghilterra all'età di otto anni e da adolescente studiò pressò la Woldingham School, una scuola indipendente nel Surrey.
Ha cominciato ad interessarsi alla recitazione, all'età di sei anni, vedendo suo fratello esibirsi in una recita scolastica di The King and I. Durante le prove supplicò gli insegnanti di lasciarla partecipare allo spettacolo e venne così inserita nel coro. Mentre frequentava la Woldingham School, divenne la studentessa a capo del dipartimento di recitazione, dove si esibiva in spettacoli teatrali e musical, lavorando con studenti più giovani a mettendo in scena varie produzioni.
I suoi genitori disapprovavano le sue ambizioni nel diventare un'attrice e desideravano che frequentasse un'università come suo fratello. A diciassette anni fece domanda per tre scuole di recitazione di Londra, ma non venne mai accettata. Durante il suo ultimo anno alla Woldingham School, l'attore e sceneggiatore Julian Fellowes tenne una conferenza sulla produzione del film Gosford Park. Dopo la conferenza l'attrice gli parlò chiedendogli principalmente consigli sulla carriera d'attrice. L'attore cercò di dissuaderla dalla professione, invitandola a "sposare un avvocato". Imperterrita l'attrice gli mandò, in seguito, una lettera in cui dichiarava d'essere veramente intenzionata a recitare, credendo che quello fosse il suo scopo nella vita. Alcune settimane dopo la moglie di Fellowes invitò l'attrice a una cena che lei e suo marito stavano preparando per ospitare molti giovani ed aspiranti attori. Durante la cena l'attrice ebbe modo di conoscere un assistente al casting che la portò a fare un'audizione per il film Orgoglio e pregiudizio. Dopo tre audizioni, riuscì ad ottenere il ruolo di Kitty Bennet.

### Carriera

#### Gli inizi (2000-2007)
Nel 2004 ha fatto il suo debutto teatrale nella commedia Forty Winks presso il Royal Court Theatre di Londra. L'anno seguente ha debuttato al cinema con Orgoglio e pregiudizio, adattamento cinematografico di Joe Wright tratto dal romanzo di Jane Austen, interpretando Kitty Bennet al fianco di Keira Knightley. Lo stesso anno recita nel ruolo dell'orfana Ada Clare in Bleak House, serie televisiva tratta dal romanzo di Charles Dickens.
Nel 2007 recita al fianco di Daniel Radcliffe in My Boy Jack e in Northanger Abbey assieme a Felicity Jones. Sempre nello stesso anno prende parte all'acclamata produzione teatrale del revival de Il gabbiano, in cui ha interpretato Nina al fianco di Chiwetel Ejiofor. La sua interpretazione venne lodata dal quotidiano The Daily Telegraph che la definì "straordinariamente irradiante". Prende, inoltre, parte all'episodio Colpo d'occhio nella serie Doctor Who.

#### La rivelazione (2009-2019)

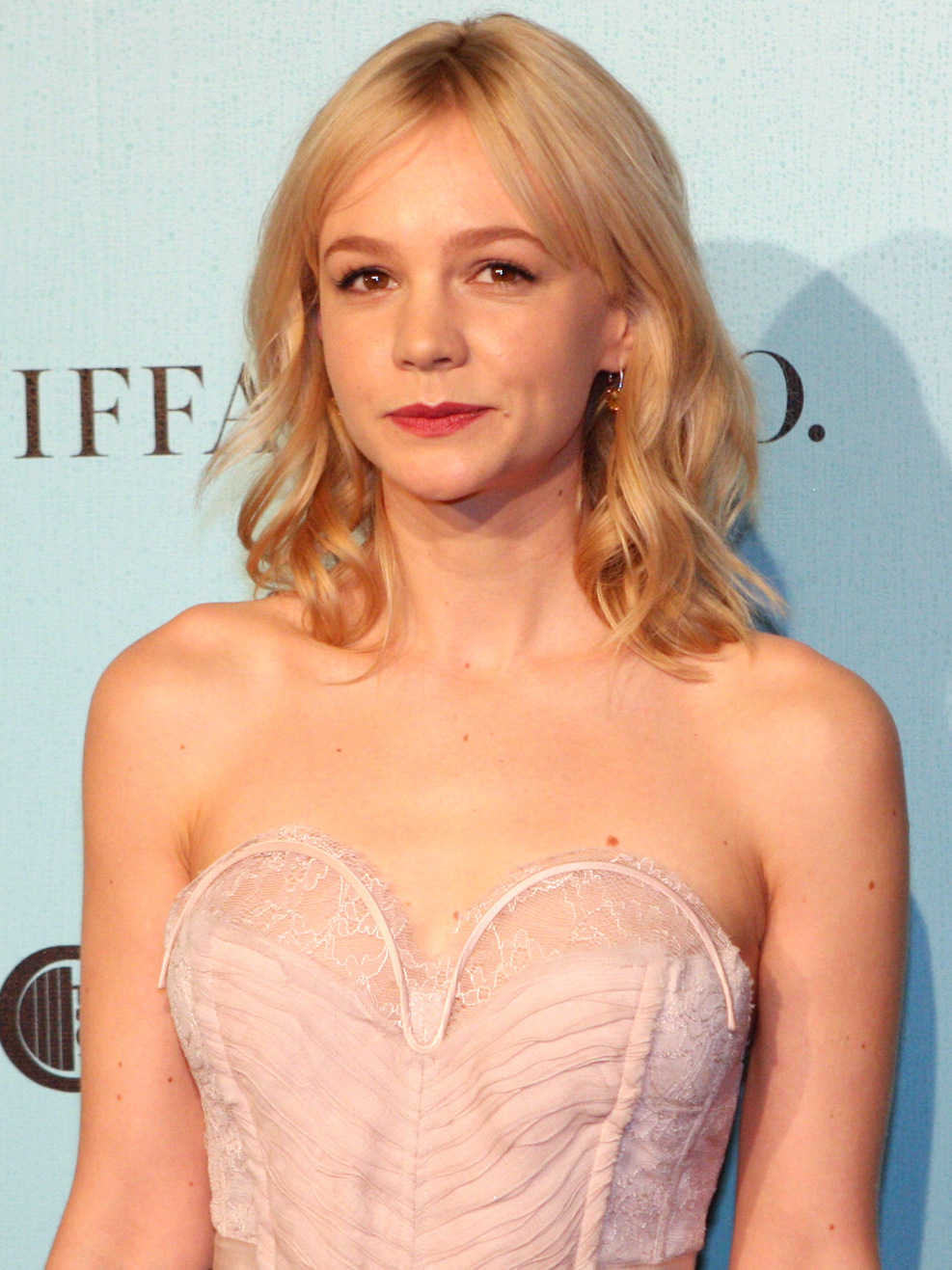
Carey Mulligan a Sydney per la prima de Il grande Gatsby (2013)

Nel 2009 arriva la grande svolta, interpretando la protagonista nel film indipendente An Education. Più di cento attrici fecero l'audizione per il ruolo di Jenny, ma l'audizione della Mulligan fu quella che colpì maggiormente la regista Lone Scherfig. Grazie a questa performance, ha vinto un British Academy Film Awards, ed è stata candidata al Premio Oscar, ai Golden Globe, agli Screen Actors Guild Award, ed ai Critics' Choice Award.
Nel 2010 viene invitata ad unirsi all'Academy of Motion Picture Arts and Sciences. Lo stesso anno recita nel film Non lasciarmi, al fianco di Andrew Garfield, per il quale si aggiudica un British Independent Film Awards. Successivamente prende parte al film Wall Street - Il denaro non dorme mai, che fu proiettato al Festival di Cannes.
Nel 2011 torna a teatro con l'adattamento di Come in uno specchio, presso l'Atlantic Theater Company. Nello stesso anno prende parte a due film acclamati dalla critica. Il primo è Drive di Nicolas Winding Refn, in cui recita al fianco di Ryan Gosling. Il secondo è Shame, film drammatico di Steve McQueen in cui è co-protagonista assieme a Michael Fassbender. Riceve la sua seconda candidatura ai British Academy Film Awards per la sua performance in Drive.
Nel 2013 interpreta Daisy Buchanan nel film Il grande Gatsby diretto da Baz Luhrmann, con protagonista Leonardo DiCaprio. Sempre nello stesso anno recita in A proposito di Davis, diretto da Joel ed Ethan Coen.
Nel 2014 recita nel revival londinese dell'opera teatrale Skylight, presso il Wyndham's Theatre. Lo spettacolo si è poi trasferito a Broadway nel 2015 ed è stato un enorme successo. Per il ruolo di Kyra Hollis ottiene la sua prima candidatura ai Tony Award come miglior attrice protagonista in un'opera teatrale.
Nel 2015 è nel film Via dalla pazza folla, e prende parte al film Suffragette di Sarah Gavron con Helena Bonham Carter e Meryl Streep. Successivamente nel 2017 recita in Mudbound diretto da Dee Rees e distribuito sulla piattaforma digitale Netflix.
Nel 2018 recita nel film Wildlife, esordio alla regia di Paul Dano. Per questo ruolo ottiene una candidatura agli Independent Spirit Awards come miglior attrice protagonista. Torna, inoltre, a recitare per la televisione nella serie crime Collateral e ritorna sulle scene di Londra e New York con lo spettacolo Girls and Boys.

#### Gli ultimi lavori (2020-presente)
Nel 2020 è produttrice esecutiva e protagonista nel film thriller Una donna promettente diretto da Emerald Fennell. Il film è stato un enorme successo di critica ed ottiene un indice di gradimento del 90% sul sito di recensioni cinematografiche Rotten Tomatoes. Grazie a questo ruolo si aggiudica un Critics' Choice Awards, un Independent Spirit Awards, ed ottiene la sua seconda candidatura all'Oscar alla miglior attrice, ai Golden Globe, e la sua terza candidatura agli Screen Actors Guild Award.
Nel 2021 recita al fianco di Ralph Fiennes nel film drammatico La nave sepolta, distribuito su Netflix.
Nel 2022 interpreta la giornalista Megan Twohey nella pellicola Anche io, diretta da Maria Schrader, basata sullo scandalo di Harvey Weinstein.
Nel 2023 recita nel film Saltburn ed interpreta Felicia Montealegre nel film Maestro scritto, diretto e interpretato da Bradley Cooper. Per questa performance la Mulligan riceve una candidatura per l'Oscar alla miglior attrice ai Premi Oscar 2024. Riceve delle candidature per la stessa interpretazione ai Golden Globe, agli Screen Actors Guild Award, ai BAFTA e ai Satellite Award.

## Vita privata
L'attrice ha sposato Marcus Mumford, cantante della band britannica Mumford & Sons. Erano amici di penna durante l'infanzia e si sono poi ritrovati da adulti. Dopo aver concluso le riprese del film A proposito di Davis, in cui entrambi erano coinvolti, si sono sposati il 21 aprile 2012. La coppia ha due figli: Evelyn Grace, nata a settembre del 2015 e Wilfred, nato ad agosto del 2017.

## Filmografia

### Attrice

#### Cinema
- Orgoglio e pregiudizio (Pride & Prejudice), regia di Joe Wright (2005)
- And When Did You Last See Your Father?, regia di Anand Tucker (2007)
- L'abbazia di Northanger, regia di Jon Jones (2007)
- Gli ostacoli del cuore (The Greatest), regia di Shana Feste (2009)
- An Education, regia di Lone Scherfig (2009)
- Nemico pubblico - Public Enemies (Public Enemies), regia di Michael Mann (2009)
- Brothers, regia di Jim Sheridan (2009)
- Non lasciarmi (Never Let Me Go), regia di Mark Romanek (2010)
- Wall Street - Il denaro non dorme mai (Wall Street: Money Never Sleeps), regia di Oliver Stone (2010)
- Drive, regia di Nicolas Winding Refn (2011)
- Shame, regia di Steve McQueen (2011)
- Il grande Gatsby (The Great Gatsby), regia di Baz Luhrmann (2013)
- A proposito di Davis (Inside Llewyn Davis), regia di Joel ed Ethan Coen (2013)
- Via dalla pazza folla (Far from the Madding Crowd), regia di Thomas Vinterberg (2015)
- Suffragette, regia di Sarah Gavron (2015)
- Mudbound, regia di Dee Rees (2017)
- Wildlife, regia di Paul Dano (2018)
- Una donna promettente (Promising Young Woman), regia di Emerald Fennell (2020)
- La nave sepolta (The Dig), regia di Simon Stone (2021)
- Anche io (She Said), regia di Maria Schrader (2022)
- Maestro, regia di Bradley Cooper (2023)
- Saltburn, regia di Emerald Fennell (2023)
- Spaceman, regia di Johan Renck (2024)

#### Televisione
- Straordinaria Mrs. Pritchard (The Amazing Mrs Pritchard) – miniserie TV (2006)
- Miss Marple (Agatha Christie's Marple) – serie TV, episodio 2x04 (2006)
- Waking the Dead – serie TV, episodio 6x02 (2007)
- Doctor Who – serie TV, episodio 3x10 (2007)
- My Boy Jack – film TV, regia di Brian Kirk (2007)
- The Spoils of Babylon – serie TV, 2 episodi (2014) - voce
- Collateral – miniserie TV, 4 episodi (2018)

### Produttrice
- Una donna promettente (Promising Young Woman), regia di Emerald Fennell (2020)

## Teatro
- Forty Winks di Kevin Elyot, regia di Katie Mitchell. Royal Court Theatre di Londra (2004)
- Il malato immaginario di Molière, regia di Lindsay Posner. Almeida Theatre di Londra (2005)
- Il gabbiano di Anton Čechov, regia di Ian Rickson. Royal Court Theatre di Londra (2007), Walter Kerr Theatre di New York (2008)
- Through a Glass Darkly di Ingmar Bergman, regia di David Leveaux. Atlantic Theater Company di New York (2011)
- Skylight di David Hare, regia di Stephen Daldry. Wyndham's Theatre di Londra (2014), Golden Theatre di New York (2015)
- Girls and Boys di Dennis Kelly, regia di Lindsay Posner. Royal Court Theatre di Londra (2018)

## Riconoscimenti
- Premio Oscar
  - 2010 – Candidatura per la miglior attrice protagonista per An Education[17]
  - 2021 – Candidatura per la miglior attrice protagonista per Una donna promettente[40]
  - 2024 – Candidatura per la miglior attrice protagonista per Maestro
- Golden Globe
  - 2010 – Candidatura per la miglior attrice in un film drammatico per An Education[18]
  - 2021 – Candidatura per la miglior attrice in un film drammatico per Una donna promettente[41]
  - 2023 – Candidatura per la migliore attrice non protagonista per Anche io
  - 2024 – Candidatura alla miglior attrice in un film drammatico per Maestro
- British Academy of Film and Television Arts
  - 2010 – Miglior attrice protagonista per An Education[16]
  - 2010 – Candidatura alla miglior stella emergente
  - 2012 – Candidatura per la miglior attrice non protagonista per Drive[26]
  - 2023 – Candidatura per la miglior attrice non protagonista per Anche io
  - 2024 – Candidatura per la miglior attrice protagonista per Maestro
- Critics' Choice Awards
  - 2009 – Candidatura per la miglior attrice per An Education[20]
  - 2011 – Candidatura per la miglior attrice non protagonista per Shame[51]
  - 2021 – Miglior attrice per Una donna promettente[37]
  - 2024 - Candidatura alla miglior attrice per Maestro
- Drama Desk Award
  - 2008 – Miglior attrice non protagonista in un'opera teatrale per Il gabbiano
  - 2012 – Miglior attrice protagonista in un'opera teatrale per Through a Glass Darkly
  - 2015 – Miglior attrice protagonista in un'opera teatrale per Skylight
- Hollywood Film Award
  - 2009 – Miglior attrice per An Education
  - 2011 – Miglior attrice non protagonista per Shame e Drive
  - 2015 – Miglior attrice per Suffragette
- Independent Spirit Awards
  - 2019 – Candidatura alla miglior attrice protagonista per Wildlife[34]
  - 2021 – Miglior attrice protagonista per Una donna promettente[39][52]
- National Board of Review
  - 2010 – Miglior attrice protagonista per An Education
  - 2021 – Miglior attrice protagonista per Una donna promettente[38]
- Satellite Award
  - 2009 – Candidatura alla miglior attrice in un film drammatico per An Education
  - 2011 – Candidatura alla miglior attrice non protagonista per Shame
  - 2015 – Candidatura alla miglior attrice per Suffragette
  - 2024 - Candidatura alla miglior attrice in un film drammatico per Maestro
- Screen Actors Guild Award
  - 2010 – Candidatura alla miglior attrice cinematografica per An Education[19]
  - 2010 – Candidatura al miglior cast cinematografico per An Education
  - 2021 – Candidatura alla miglior attrice cinematografica per Una donna promettente[42]
  - 2024 - Candidatura alla miglior attrice cinematografica per Maestro
- Tony Award[30]
  - 2015 – Candidatura alla miglior attrice protagonista in un'opera teatrale per Skylight

## Doppiatrici italiane
Nelle versioni in italiano dei suoi film, Carey Mulligan è stata doppiata da:
- Domitilla D'Amico in An Education, Shame, A proposito di Davis, Wildlife, Una donna promettente, La nave sepolta, Anche io
- Valentina Mari in Non lasciarmi, Wall Street - Il denaro non dorme mai, Drive, Il grande Gatsby, Mudbound, Collateral, Saltburn
- Valentina Favazza in Via dalla pazza folla, Suffragette, Spaceman
- Perla Liberatori in Doctor Who, Brothers
- Letizia Scifoni in Straordinaria Mrs. Pritchard, Gli ostacoli del cuore
- Laura Latini in Miss Marple
- Ilaria Latini in Orgoglio e pregiudizio
- Laura Romano in Maestro